# Jahrom
Jahrom (persiska جهرم) är en stad i södra Iran. Den ligger i Farsprovinsen och har cirka 140 000 invånare.